# Station Catford Bridge
Catford Bridge is een spoorwegstation van National Rail in de plaats Catford in de London Borough of Lewisham, Zuid-Londen, Engeland. Het station is eigendom van Network Rail en wordt beheerd door Southeastern. 